# 라 오트라
《라 오트라》(스페인어: La otra)은 2002년 방영된 멕시코의 텔레노벨라이다.